# Сахалинска област
Сахалинска област е субект на Руската Федерация, в Далекоизточния федерален окръг, включващ остров Сахалин, Курилските острови и остров Монерон. Площ 87 101 km2 (37-о място по големина в Руската Федерация, 0,51% от нейната площ). Население на 1 януари 2018 г. 490 181 души (73-то място в Руската Федерация, 0,33%= от нейното население). Административен център град Южносахалинск. Разстояние от Москва до Южносахалинск 10 417 km.

## Историческа справка
На 26 януари (7 февруари) 1855 г. между Русия и Япония е подписан Самодския договор, според който остров Сахалин става съвместно владение на Двете страни, а Курилските острови са поделени по протока Фриз – на север за Русия, а на юг за Япония. През 1859 г. възникват първите руски селища на Сахалин. На 25 април (7 май) 1875 г. в Санкт Петербург е подписан нов договор, който предоставя целия остров Сахалин на Русия, а целите Курилски острови на Япония. След неблагоприятното за Русия приключването на Руско-японската война на 23 август (5 септември) 1905 г. в град Портсмут (САЩ) е подписан Портсмутския договор, който определя, че територията на юг от 50°с.ш. на остров Сахалин се предава на Япония.
Сахалинска област е образувана на 20 октомври 1932 г. в състава на Далекоизточния край до 1938 г., а след това до 1948 г. – в състава на Хабаровския край. След приключването на Втората световна война южната част на остров Сахалин и Курилските острови са присъединени към СССР. На 2 февруари 1946 г. е създадена Южносахалинска област, която включва присъединените от Япония територии. На 2 януари 1947 г. с Указ на Президиума на Върховния съвет на СССР Южносахалинска област е заличена и е присъединена към Сахалинска област, която със същия указ излиза от състава на Хабаровски край и става самостоятелна област в състава на РСФСР.

## Географска характеристика
За природата на Сахалинска област виж статиите за остров Сахалин и Курилските острови.

## Население
Населението на Сахалинска област съставлява 487 293 души към 2016 г., а на 1 януари 2018 г. 490 191 души. Плътността на населението е 5,63 д/km², а градското население 82,02%.
Населени места с повече от 3000 души
| Южносахалинск | 193 669 | Александровск Сахалински | 9697 | Троицкое     | 4938 |
| Корсаков      | 33 056  | Углегорск                | 9198 | Горнозаводск | 4053 |
| Холмск        | 28 521  | Анива                    | 9396 | Томари       | 3858 |
| Оха           | 21 081  | Тимовское                | 7424 | Биков        | 3786 |
| Поронайск     | 15 174  | Шахтьорск                | 6911 | Сокол        | 3367 |
| Долинск       | 11 751  | Смирних                  | 7292 | Чехов        | 3134 |
| Невелск       | 10 589  | Южнокурилск              | 7105 |              |      |
| Ноглики       | 9915    | Макаров                  | 6753 |              |      |

### Обща карта
Легенда:
|  | Областен център, повече от 100 000 души |
|  | от 10 000 до 50 000 души                |
|  | от 5000 до 10 000 души                  |
|  | от 3000 до 5000 души                    |
|  | от 1000 до 3000 души                    |
|  | по-малко от 1000 души                   |

### Етнически състав
Според данни от преброяването през 2010 г. Сахалинска област е населена от:
| руснаци (82.29%) корейци (5.02%) украинци (2.44%) татари (0.98%) беларуси (0.60%) нивхи (0.46%) киргизи (0.35%) други (7.86%) |

## Административно-териториално деление
В административно-териториално отношение Сахалинска област се дели на 18 областни градски окръга, 14 града, всичките с областно подчинение и 6 селища от градски тип.
| Административна единица     | Площ (km2) | Население (2018 г.) | Административен център       | Население (2018 г.) | Разстояние до Южносахалинск (в km) | Други градове и сгт с районно подчинение |
| --------------------------- | ---------- | ------------------- | ---------------------------- | ------------------- | ---------------------------------- | ---------------------------------------- |
| Областни градски окръзи     |            |                     |                              |                     |                                    |                                          |
| 1. Александровск Сахалински | 4777       | 11 336              | гр. Александровск Сахалински | 9586                | 561                                |                                          |
| 2. Анива                    | 2685       | 19 439              | гр. Анива                    | 9430                | 37                                 |                                          |
| 3. Долинск                  | 2442       | 24 254              | гр. Долинск                  | 11 708              | 43                                 |                                          |
| 4. Корсаков                 | 2624       | 40 398              | гр. Корсаков                 | 33 213              | 42                                 |                                          |
| 5. Курилск                  | 5146       | 5561                | гр. Курилск                  | 1547                | 462                                |                                          |
| 6. Макаров                  | 2148       | 8166                | гр. Макаров                  | 6717                | 235                                |                                          |
| 7. Невелск                  | 1445       | 15 716              | гр. Невелск                  | 10 681              | 127                                |                                          |
| 8. Ноглики                  | 11 295     | 11 328              | сгт Ноглики                  | 10 005              | 659                                |                                          |
| 9. Оха                      | 14 816     | 22 913              | гр. Оха                      | 20 916              | 1062                               |                                          |
| 10. Поронайск               | 7284       | 21 788              | гр. Поронайск                | 15 311              | 288                                | Вахрушев                                 |
| 11. Северокурилск           | 3501       | 2587                | гр. Северокурилск            | 2587                | 1338                               |                                          |
| 12. Смирних                 | 10 457     | 12 003              | сгт Смирних                  | 7624                | 363                                |                                          |
| 13. Томари                  | 3169       | 7968                | гр. Томари                   | 3774                | 167                                |                                          |
| 14. Тимовское               | 6313       | 14 522              | сгт Тимовское                | 7460                | 501                                |                                          |
| 15. Углегорск               | 3966       | 18 253              | гр. Углегорск                | 9070                | 359                                | Шахтьорск                                |
| 16. Холмск                  | 2279       | 37 877              | гр. Холмск                   | 28 217              | 83                                 |                                          |
| 17. Южнокурилск             | 1856       | 11 250              | сгт Южнокурилск              | 7518                | 548                                |                                          |
| 18. Южносахалинск           | 905        | 201 985             | гр. Южносахалинск            | 194 882             |                                    |                                          |

|  | Тази страница частично или изцяло представлява превод на страницата „Административно-территориальное деление Сахалинской области“ в Уикипедия на руски. Оригиналният текст, както и този превод, са защитени от Лиценза „Криейтив Комънс – Признание – Споделяне на споделеното“, а за съдържание, създадено преди юни 2009 година – от Лиценза за свободна документация на ГНУ. Прегледайте историята на редакциите на оригиналната страница, както и на преводната страница, за да видите списъка на съавторите. ВАЖНО: Този шаблон се отнася единствено до авторските права върху съдържанието на статията. Добавянето му не отменя изискването да се посочват конкретни източници на твърденията, които да бъдат благонадеждни. |

## Селско стопанство
Отглежда се едър рогат добитък, свине, птици, фуражни култури, зеленчуци.
| хиляди хектара | 34 | 50 | 46,6 | 36,7 | 23,9 | 25,4 | 26,5 |